# Ragyogó tűcsiga
A ragyogó tűcsiga (Cecilioides acicula) kis méretű, talajban élő vak csigafaj.

## Megjelenése

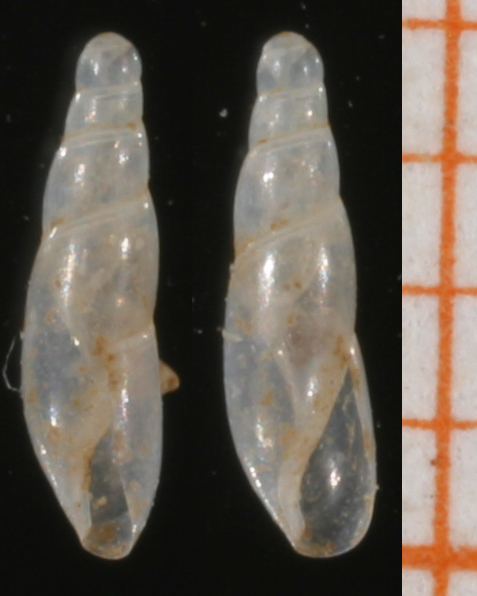
A ragyogó tűcsiga háza (oldalt milliméteres beosztás látható)

A csigaház megnyúlt, 5-6 kanyarulatból áll, 4–5 mm magas, 1–2 mm széles. Nagyon vékony héjú, szinte teljesen átlátszó, az elpusztult állat háza tejfehér és átlátszatlan. A ház csúcsa lekerekített, szájadéka magas és keskeny, felül kihegyesedő, a ház magasságának egyharmadát is eléri. Az állat is sárgásfehér, áttetsző és teljesen vak. 

## Elterjedése
A ragyogó tűcsiga eredetileg Közép- és Dél-Európában és Kis-Ázsiában élt, innen továbbterjedt Skandinávia déli részére, a Baltikumba és a Brit-szigetekre. Az Alpokban 1800 méter magasságig hatol. A globális kereskedelemmel eljutott Észak-Amerikába, Új-Zélandra és Ausztráliába is. Magyarországon elsősorban a Dunántúl szerves anyagokban gazdag talajaiban gyakori. 

## Életmódja
Talajlakó faj, általában 20–40 cm (helyenként 2 méteres) mélységben fordul elő. A talaj szemcséi között, gyökereken, kőrepedésekben él, gyakran megtalálható a régi sírok csontjain, hangyabolyokban vagy a mohapárnák alatt. Alsóbbrendű gombákkal és bomló szerves anyagokkal táplálkozik.
Május végén párosodnak, június elején rakják 2-3 petéjüket, de maximum 11-13-at. Petéjük 0.75 mm átmérőjű, kimondottan nagy az állat méretéhez képest. A kikelő csigák növekedési sebessége, ivarérettsége, vagy élettartama nem ismert.
Magyarországon nem védett.